# Sorbus herbipolitana
Sorbus herbipolitana är en rosväxtart som beskrevs av Meierott. Sorbus herbipolitana ingår i släktet oxlar, och familjen rosväxter. Inga underarter finns listade i Catalogue of Life.

## Bildgalleri

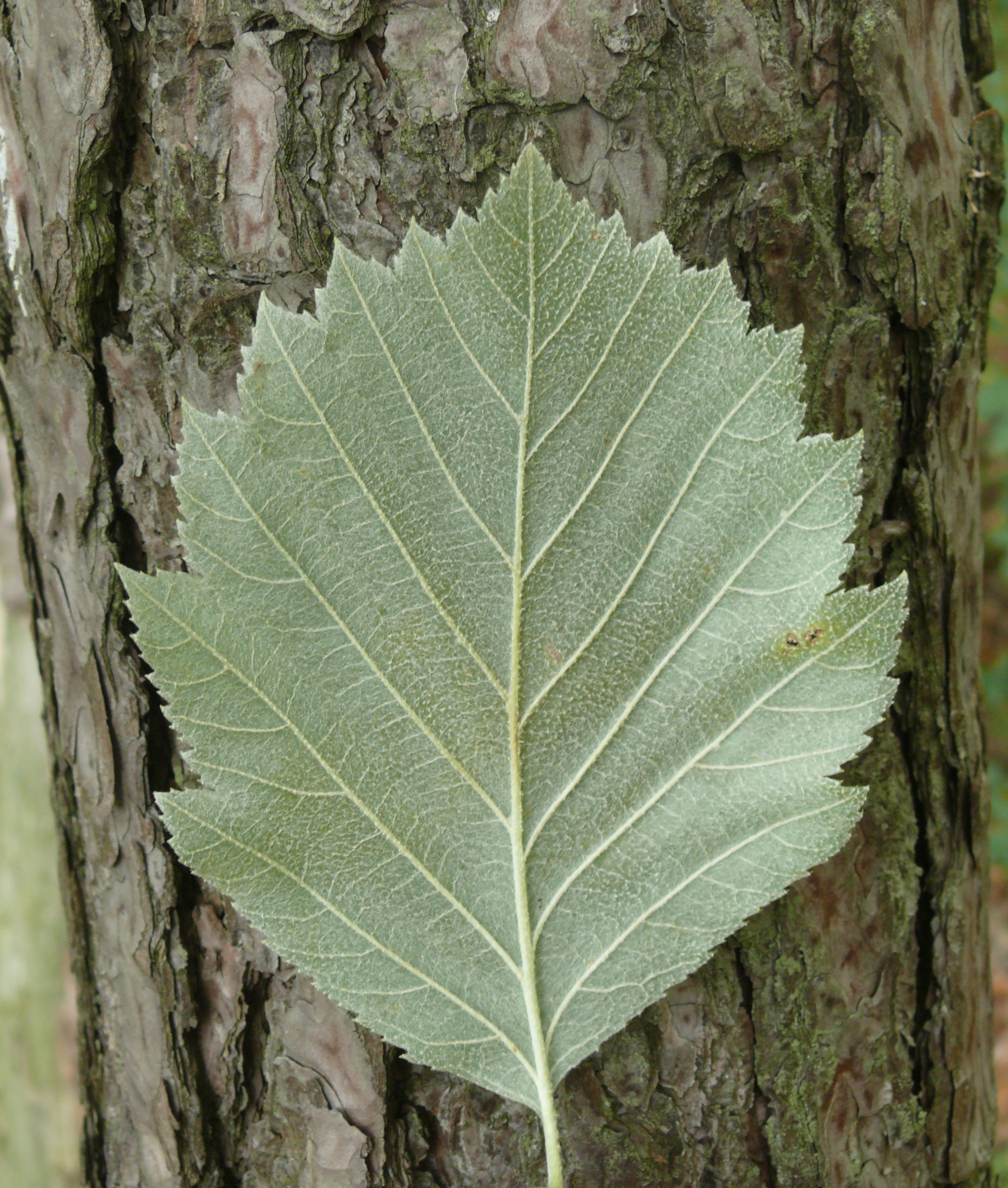
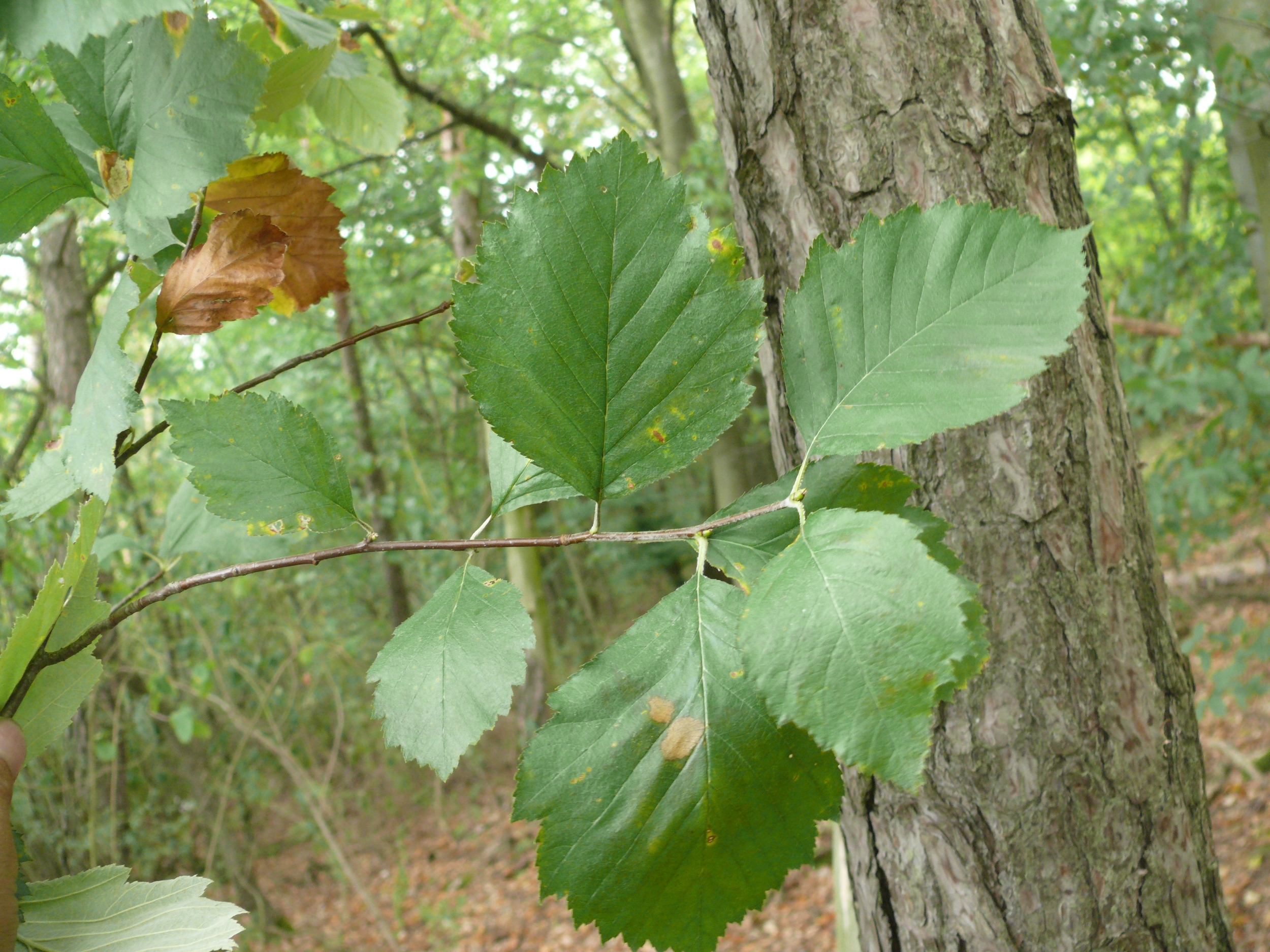
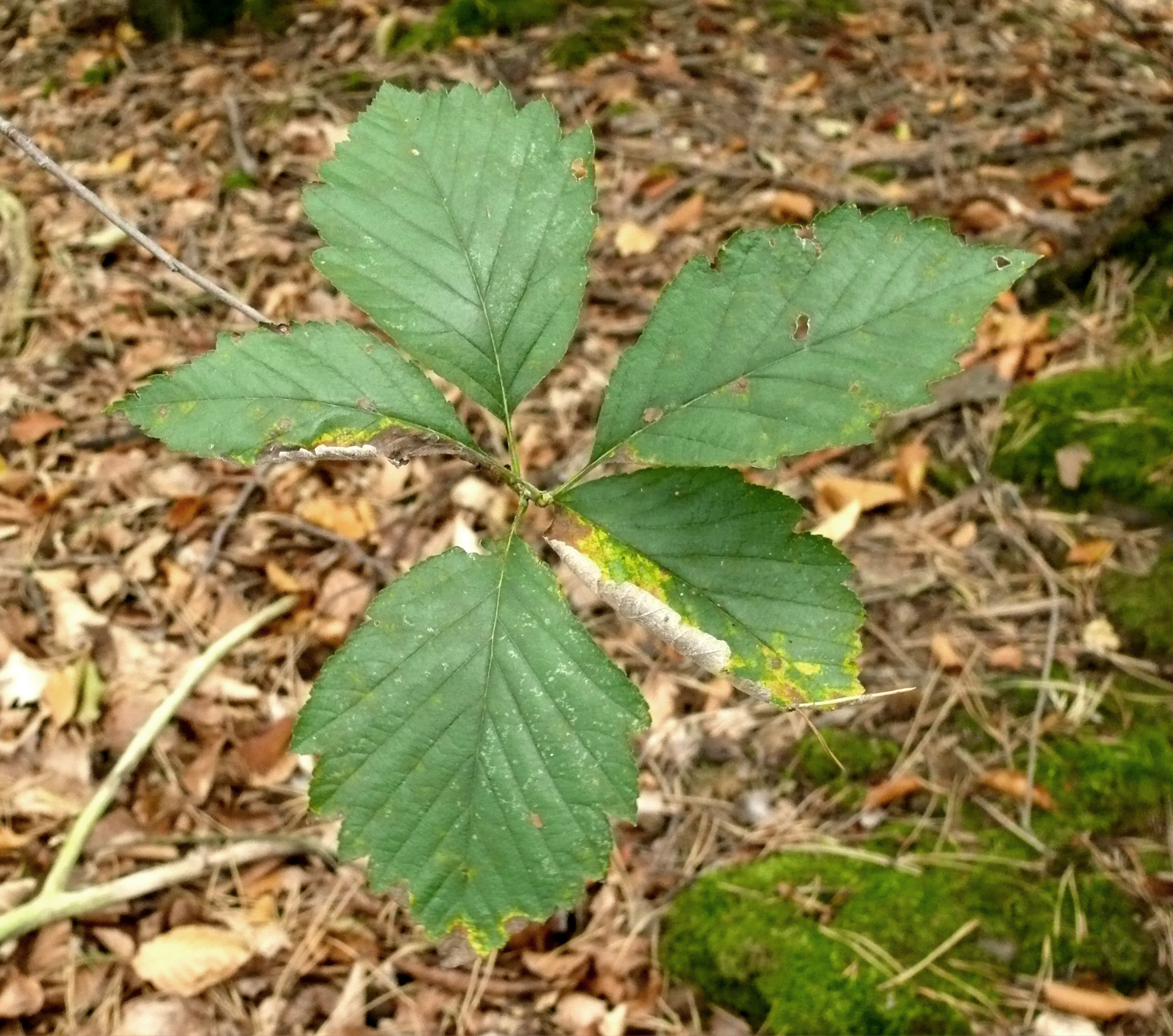
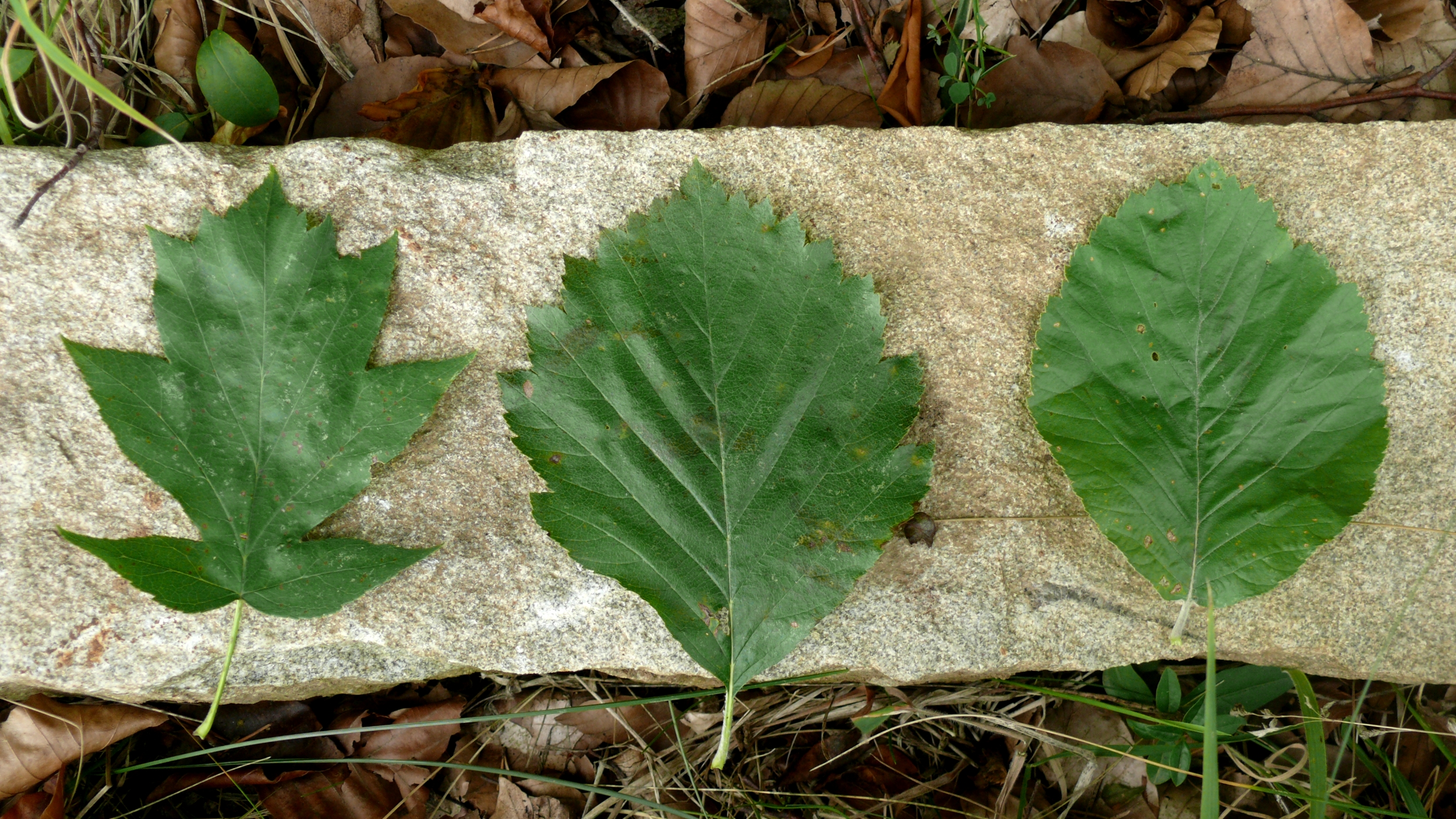